# HD 14272
HD 14272，又名BD+39 521，SAO 55453、HR 677，是一颗恒星，视星等为6.63，位于銀經140.79，銀緯-19.96，其B1900.0坐标为赤經2h 13m 27.6s，赤緯+39° -19.96′ 28″。